# تئودور ناونز
تئودور ناونز (انگلیسی: Théodore Nouwens؛ ۱۷ فوریهٔ ۱۹۰۸ – ۲۱ دسامبر ۱۹۷۴) یک بازیکن فوتبال اهل بلژیک بود.
وی همچنین در تیم ملی فوتبال بلژیک بازی کرده‌است.